# Allopachria vietnamica
Allopachria vietnamica är en skalbaggsart som först beskrevs av Satô 1995.  Allopachria vietnamica ingår i släktet Allopachria och familjen dykare. Inga underarter finns listade i Catalogue of Life.